# Ruggiero Ricci
Ruggiero Ricci (San Bruno, 24 de julho de 1918 — Palm Springs, 6 de agosto de 2012) foi um violinista ítalo-americano que se tornou famoso em especial por suas apresentações e gravações das obras de Niccolò Paganini. Ele nasceu em San Bruno, Califórnia. Morreu aos 94 anos de falência cardíaca.

## Performances selecionadas
Com o objetivo de apresentar grandes obras-primas do repertório de concertos para violino, Ricci, acompanhado por membros da Orquestra Sinfônica Americana, apresentou 15 concertos ao longo de uma série de quatro concertos no Lincoln Center's Philharmonic Hall, tudo em um período de 30 dias, sob um condutor diferente a cada vez.
- 17 de novembro de 1964, Gerhard Samuel (1925-2008), maestro
  - Bach – Concerto para violino em Mi maior
  - Mendelssohn – Concerto para violino
  - Hindemith – Kammermusik No. 4
  - Prokofieff – Concerto para violino nº 2
- 1 de dezembro de 1964, Ezra Rachlin, maestro
  - Mozart – Concerto para violino nº 5
  - Bartók – Concerto para violino nº 2
  - Tchaikovsky – Concerto para violino
- 8 de dezembro de 1964, Jacques Singer, maestro
  - Paganini – Concerto para violino nº 1
  - Stravinsky – Concerto para violino
  - Brahms – Concerto para violino
- 16 de dezembro de 1964, Igor Buketoff, maestro
  - Vivaldi – Four Seasons (conta como 4 concertos)
  - Beethoven – Concerto para violino

Ricci se reuniu com Singer em Portland com a Orquestra Sinfônica de Oregon, e executou os Concertos Paganini, Stravinsky e Brahms.

## Gravações de Paganini Caprices
Ricci fez a primeira gravação completa dos 24 Caprices em sua versão original em 1947 em Londres. Ricci mais tarde fez mais gravações do conjunto completo, conforme indicado abaixo:
- 1947 | 2LPs | Decca LK.4025, Nos. 1–12;[3] LXT.2588, Nos. 13–24[4] mono; reimpressão de 1950 | 2LPs | London Decca LL.264, Nos. 1–12; LL.252, Nos. 13–24, mono (Londres, julho de 1947)
- 1959 | LP | Decca LXT.5569 mono / SXL.2194 stereo (Victoria Hall, Genebra, 1–9 de abril de 1959)
- 1973 | LP | Vox Turnabout TV-S 34528 | plus premiere recording of Caprice d'adieu in E major, MS 68 (USA, 1973)
- 1978 | 2LP | Price-Less C–93042 (CD reprint: Price-Less D12179) | "Golden Jubilee" – gravado direto em disco[5] no Soundstage Recording Studio, Toronto, Canadá | mais Caprice d'adieu em E maior, MS 68 mais Duo merveille em Dó maior, MS 6 (Toronto, 1978)
- 1988 | CD | Radio Vaticana 061–003 / Biddulph LAW 016 | realizada em Guarneri del Gesù de Paganini "Il Cannone" (Génova, 16-20 de abril de 1988)
- 1998 | CD | Dynamic CDS244 | Concerto de Aniversário de 80 anos, ao vivo na Sinagoga de Szeged, Hungria | versão para violino e orquestra de Laszlo Meszlény (nºs 1–23) e Chris Nicholls (nº 24), com base no acompanhamento de piano composto por Robert Schumann (Hungria, 17 de maio de 1998)
- 1982 | LaserDisc-NTSC | One Eleven, Ltd. URS-V-91610 | 69 mins. | BBC Scotland, ao vivo (p)1991
- 1987 | VHS-NTSC | Shar Products Company RR–1 (Michigan University, 10 January 1987) | não editado